# Harold Lipstein
Harold Lipstein est un directeur de la photographie américain, né le 14 juin 1898 et décédé le 8 octobre 1974 à Beverly Hills (Californie).

## Filmographie
- 1931 : Les Titans du ciel (Hell Divers) de George W. Hill (non crédité)
- 1938 : Un nimbe de gloire (Strange Glory) de Jacques Tourneur (court métrage)
- 1941 : Your Last Act de Fred Zinnemann (court métrage)
- 1941 : Sucker List de Roy Rowland (court métrage)
- 1941 : M-G-M Miniatures No. M-331 : Changed Identity de Roy Rowland (court métrage)
- 1943 : Who's Superstitious? de Sammy Lee (en) (court métrage)
- 1946 : Magic on a Stick de Cy Endfield (court métrage)
- 1946 : I Love my Husband, But! de Dave O'Brien (court métrage)
- 1947 : I Love my Wife But! de Dave O'Brien (court métrage)
- 1947 : Have You Ever Wondered de Dave O'Brien (court métrage)
- 1949 : Mr. Whitney Had a Notion de Gerald Mayer (court métrage)
- 1950 : Embuscade (Ambush) de Sam Wood
- 1950 : Pest Control de Dave O'Brien (court métrage)
- 1950 : The Skipper Surprised His Wife d'Elliott Nugent
- 1950 : Wrong Way Butch de Dave O'Brien (court métrage)
- 1950 : A Wife's Life de Dave O'Brien (court métrage)
- 1951 : The Painted Hills d'Harold F. Kress
- 1951 : Camera Sleuth de Dave O'Brien (court métrage)
- 1951 : Discrétion assurée (No Questions Asked) d'Harold F. Kress
- 1951 : Big Leaguer de Robert Aldrich
- 1951 : Bannerline de Don Weis
- 1952 : L'Intrépide (Fearless Fagan) de Stanley Donen
- 1952 : Quatre jours d'angoisse (Desperate Search) de Joseph H. Lewis
- 1953 : La Petite Constance (Confidentially Connie) d'Edward Buzzell
- 1953 : Le Mystère des bayous (Cry of the Hunted) de Joseph H. Lewis
- 1953 : Fast Company de John Sturges
- 1954 : Three Young Texans d'Henry Levin
- 1954 : Le Poulain noir (Gipsy Colt) d'Andrew Marton
- 1954 : Do Someone a Favor! de Dave O'Brien (court métrage)
- 1954 : La Rivière sanglante (Drums across the River) de Nathan Juran
- 1954 : Les Aventures de Hadji (The Adventures of Hajji Baba) de Don Weis
- 1955 : Au service des hommes (A Man Called Peter) d'Henry Koster
- 1955 : Le Grand Chef (Chief Crazy Horse) de George Sherman
- 1955 : Un jeu risqué (Wichita) de Jacques Tourneur
- 1955 : La Guerre privée du major Benson (The Private War of Major Benson) de Jerry Hopper
- 1956 : Son ange gardien (Forever, Darling) d'Alexander Hall
- 1956 : L'Homme de San Carlos (Walk the Proud Land) de Jesse Hibbs
- 1956 : Les Piliers du ciel (Pillars of the Sky) de George Marshall
- 1956 : The Great Man de José Ferrer
- 1957 : Spring Reunion (en) de Robert Pirosh
- 1957 : Le Bord de la rivière (River's Edge) d'Allan Dwan
- 1957 : La Blonde ou la Rousse (Pal Joey) de George Sidney
- 1958 : Cette satanée Lola (Damn Yankees!) de Stanley Donen
- 1958 : L'Étoile brisée (Ride a Crooked Trail) de Jesse Hibbs
- 1959 : Never Steal Anything Small (en) de Charles Lederer
- 1959 : Une balle signée X (No Name on the Bullet) de Jack Arnold
- 1959 : Le Bagarreur solitaire (The Wild and the Innocent) de Jack Sher
- 1960 : La Diablesse en collant rose (Heller in pink tights) de George Cukor
- 1962 : L'Enfer est pour les héros (Hell is for Heroes) de Don Siegel
- 1962 : Les Liaisons coupables (The Chapman Report) de George Cukor
- 1963 : Massacre pour un fauve (Rampage) de Phil Karlson
- 1963 : Les dingues sont lâchés (Palm Springs Weekend) de Norman Taurog
- 1965 : L'Île des braves (None But the Brave) de Frank Sinatra
- 1966 : Le Ranch maudit (The Night of the Grizzly) de Joseph Pevney
- 1966 : Chaque mercredi (Any Wednesday) de Robert Ellis Miller
- 1966 : L'Héritage diabolique (Let's Kill Uncle) de William Castle
- 1968 : Les tueurs sont lâchés (Assignment to Kill) de Sheldon Reynolds